# Françoise Gastebois
Pour les articles homonymes, voir Gastebois.
Françoise Gastebois (née le 29 juillet 1944 à Saint-Michel-la-Forêt), est une femme politique française. 
De février 1986 à avril 1986, Françoise Gastebois est députée de la 28e circonscription de Paris, elle est la suppléante de Manuel Escutia, ce dernier étant nommé dans divers cabinets ministériels.

## Mandats
Du 27 février 1986 au 1er avril 1986 : députée de la 28e circonscription de Paris